# Skeptic (magazine américain)
Skeptic, familièrement connu sous le nom Skeptic magazine, est une revue trimestrielle de sensibilisation scientifique publiée au niveau international par la Skeptics Society, une organisation à but non lucratif qui se consacre à la promotion de scepticisme scientifique et de lutte contre la pseudoscience, la superstition, et les croyances irrationnelles. 
Skeptic a une diffusion internationale avec plus de 50 000 abonnements, et est en kiosque aux États-Unis et au Canada ainsi qu'en Europe, en Australie et dans d'autres pays. 

## Fondation et membres
Fondé par Michael Shermer, fondateur de la Skeptics Society, le magazine a été publié pour la première fois au printemps 1992 par Millennium Press. Shermer est toujours l'éditeur et le rédacteur en chef du magazine, et le co-éditeur et directeur artistique du magazine Pat Linse. Parmi les autres membres célèbres de son comité de rédaction peuvent être cités le biologiste de l'évolution de l'université d'Oxford Richard Dawkins, le scientifique lauréat du prix Pulitzer Jared Diamond, l'illusionniste et artiste d'évasion devenu éducateur James Randi, l'actrice et comédienne Julia Sweeney, le mentaliste professionnel Mark Edward, l'écrivain scientifique Daniel Loxton, ou encore Lawrence M. Krauss et Christof Koch.

## Histoire, format et structure
La couverture du tout premier numéro du magazine a rendu hommage au scientifique et écrivain de science-fiction Isaac Asimov. Comme Asimov a écrit un certain nombre d'histoires mettant en vedette des robots et a inventé le terme «robotique», la couverture du volume 12, #2 (2006), qui est consacrée au sujet de l'intelligence artificielle, dépeint un robot assis sur un banc de parc. 
Chaque numéro du magazine s'ouvre sur une description de The Skeptics Society et sa mission, qui consiste à explorer des sujets tels que le créationnisme, le prétendu pouvoir des pyramides, le Bigfoot, les affirmations pseudohistoriques (comme dans les exemples de négation de la Shoah et d'afrocentrisme extrême), l'utilisation ou utilisation abusive de la théorie et des statistiques, des théories du complot, des mythes urbains, des chasses aux sorcières, des hystéries de masse, du génie et de l'intelligence, et des influences culturelles sur la science, ainsi que des controverses impliquant des protosciences à la pointe de la science établie, et même des modes comme la cryonie ou les régimes alimentaires pauvres en glucides. En 2011, le magazine comptait trois chroniqueurs réguliers : James Randi, Harriet A. Hall et Karen Stollznow.

## Les collections
- Paranormal Claims: A Critical Analysis, 2007, édité par Bryan Farha, University Press of America,  (ISBN 978-0-7618-3772-5). Plusieurs des chapitres sont des réimpressions d'articles sceptiques.
- The Skeptic Encyclopedia of Pseudoscience, une collection d'articles qui débattent des découvertes scientifiques de la Skeptics Society sur les enquêtes et sur les affirmations pseudoscientifiques et surnaturelles populaires.

## Comité éditorial
Le comité de rédaction est composé des personnes suivantes :
| - Arthur T. Benjaminn - Roger Bingham - Napoléon Chagnon - KC Cole - Richard Dawkins - Jared Diamond - Clayton J. Drees - Mark Edward | - George Fischbeck - Gregory Forbes - John Gribbin - Christof Koch - Lawrence M. Krauss - William McComas - Leonard Mlodinow - Richard Olson | - Donald Prothero - Nancy Segal - Eugenie Scott - Julia Sweeney - Frank Sulloway - Carol Tavris - Stuart Vyse |

## Voir également
- Pensée critique
- FactCheck.org
- Libre-pensée
- Pseudoscience
- Scepticisme scientifique
- Skeptical Inquirer
- Scepticisme (philosophie)
- Snopes
- The Freethinker
- The Skeptic's Dictionary